# Chionaema kosemponica
Chionaema kosemponica là một loài bướm đêm thuộc phân họ Arctiinae, họ Erebidae.